# Stefan Sanderling
Stefan Sanderling (* 2. August 1964 in Ost-Berlin) ist ein deutscher Dirigent.

## Leben und Wirken
Stefan Sanderling ist Sohn des Dirigenten Kurt Sanderling (1912–2011) und der Kontrabassistin Barbara Sanderling. Sein Halbbruder Thomas Sanderling (* 1942) ist ebenfalls Dirigent und sein Bruder Michael Sanderling (* 1967) Dirigent und Cellist.
In seiner Jugend spielte Sanderling Klavier und Klarinette. Nach der Ableistung seines Wehrdienstes, beim Stabsmusikkorps der NVA, studierte er an der Universität Halle Musik. Auch seine Eltern, die zur DDR-Nomenklatura zählten, schützten ihn nicht davor, wegen seines aufmüpfigen Wesens sein Studium in Halle abbrechen zu müssen.
Nach einem von ihm hintersinnig gegen das Regime verfassten Kommentar im Programmheft zu einem Schostakowitsch-Konzert legte man ihm nahe, sich beruflich eine andere Aufgabe zu suchen. Die schützenden Hände seines Professors Christian Kluttig, der ihn weiterhin quasi privat unterrichtete und ihn zudem Kurt Masur, Musikdirektor am Gewandhaus und Professor ohne Lehrstuhl am Musikkonservatorium Leipzig empfahl, bewahrten ihn vor dem sozialen Abstieg. Sanderling assistierte Masur regelmäßig bei dessen Orchesterproben und wurde von ihm dazu ermuntert, seinen weiteren Weg im Ausland zu suchen, wo er keine gesellschaftlichen Repressalien zu befürchten hatte.
Dank des Einflusses seines Vaters bei den DDR-Behörden konnte Sanderlings weiterer Weg an das Los Angeles Philharmonic Institute führen, wo er seine Studien bei den Dirigenten Leonard Slatkin, Juri Temirkanow, Edo de Waart und John Nelson fortsetzte. Danach vervollständigte er seine Studien an der University of Southern California bei Daniel Lewis.
Sanderlings erste Anstellung als Chefdirigent von 1989 bis 1995 war an der 2000 aufgelösten Brandenburgischen Philharmonie in Potsdam. Von 1996 bis 2001 war er Generalmusikdirektor am Staatstheater Mainz und beim Philharmonischen Staatsorchester Mainz. Gleichzeitig war er bis 2004 Chefdirigent des Orchestre de Bretagne. 2002 wechselte er an das Florida Orchestra, wo er seinen Vertrag nach Meinungsverschiedenheiten mit dem Management 2014 vorzeitig auflöste.
Parallel zu seiner Tätigkeit in Florida war Sanderling 2003 Hauptgastdirigent und ab 2004 Chefdirigent am Toledo Symphony Orchestra. Das Chautauqua Symphony Orchestra leitete er von 2008 bis 2011 als Musikdirektor. Seit 2016 bekleidet er die Position des Musikdirektors am Sinfonieorchester Liechtenstein. Als Gastdirigent war Sanderling weltweit unter anderem an der Staatskapelle Berlin, der Staatskapelle Dresden, den Bamberger Symphonikern, dem London Philharmonic Orchestra, dem London Symphony Orchestra, dem Mozarteumorchester Salzburg, dem NDR Elbphilharmonie Orchester, dem Radio-Symphonieorchester Wien, dem NHK-Sinfonieorchester (Tokio) und dem Sydney Symphony Orchestra tätig. Seine Tonträger erschienen bei Sony Music Entertainment und Naxos.

## Trivia

### Misstöne
Als Klarinettist während seines Wehrdienstes im Stabsmusikkorps der NVA, Mitte der 1980er Jahre, löste Sanderling während eines inoffiziellen Besuchs Jassir Arafats einen Eklat aus. Arafat, auf der Weiterreise in die Tschechoslowakei, sollte musikalisch verabschiedet werden und Sanderling schlug vor, zum Abschied Friedrich Smetanas Moldau zu spielen, wohl wissend, dass die Melodie über eine hohe Ähnlichkeit mit der israelischen Nationalhymne verfügt. Die Folge war ein verärgerter Arafat und für Sanderling eine Woche Gefängnis.

### Terrorverdacht
Zu einem peinlichen Vorfall kam es, als Sanderling mit seiner Frau Isabelle Besançon von dem Geschäftsmann David Harbert aus Tampa am 31. Dezember 2002 zu einem Footballspiel der Tampa Bay Buccaneers eingeladen war und von einem Mitarbeiter der Einlasskontrolle wegen der zu großen Tasche seiner Frau am Betreten des Raymond James Stadium gehindert wurde. Dieser Vorfall hatte ein großes lokales Blätterrauschen zur Folge. Der Kontrolleur erklärte sein Verhalten, auch in Konsequenz zu den Terroranschlägen vom 11. September 2001 in New York mit der Begründung, dass Sanderling und seine Frau Ausländer und in solch einer Tasche auch Platz für eine Bombe gewesen wäre. Die Direktorin und Sprecherin der Tampa Sport Behörde, Barbara Casey, entschuldigte sich daraufhin zeitnah schriftlich bei Sanderling.